# Тома Ертел
Тома Ертел (фр. Thomas Heurtel; Безје, 10. април 1989) француски је кошаркаш. Игра на позицији бека.

## Каријера
Сениорску каријеру је почео 2007. године у екипи По Ортеза. Две сезоне је наступао за први тим Ортеза, а у другој од те две је добио и награду за најбољег младог играча француске Про А лиге. У сезони 2009/10. био је играч Стразбура. Следи једна година у екипи Аликантеа, да би лета 2011. прешао у Саски Басконију, у чијем дресу је добио прилику да дебитује у Евролиги. У Басконији је био до 29. децембра 2014. када прелази у турски Анадолу Ефес. Са Ефесом је освојио први трофеј у каријери – Куп Турске за 2015. годину, када је и проглашен за најкориснијег играча финалне утакмице. Са Ефесом је исте године освојио и Суперкуп Турске. У јуну 2017. потписао је двогодишњи уговор са Барселоном. У наредне две сезоне са Барселоном је освојио два Купа Шпаније, у којима је оба пута био најкориснији играч. У јулу 2019. потписао је нови двогодишњи уговор са Барселоном, уз опцију продужетка на још једну годину. Већ наредног месеца је доживео тежу повреду због које је пропустио већи део сезоне 2019/20. Недуго по повратку на терен сезона је и прекинута због пандемије корона вируса. На почетку сезоне 2020/21, код новог тренера Шарунаса Јасикевичијуса, Ертелова минутажа у тиму је била мања него претходних година. У децембру 2020, након утакмице 16. кола Евролиге, са Ефесом у Истанбулу, Барселона је забранила Ертелу да се врати клупским авионом у Шпанију, због наводног преговарања о преласку у Реал Мадрид. У јануару 2021. раскинуо је уговор са Барселоном, а наредног месеца прешао је у француски Асвел до краја 2020/21. сезоне. За сезону 2021/22. потписао је уговор са Реал Мадридом. Наредне две сезоне провео је у Зениту из Санкт Петербурга.
Са сениорском репрезентацијом Француске је освојио златну медаљу на Европском првенству 2013, сребрне медаље на Олимпијским играма 2020. и на Европском првенству 2022. као и бронзану медаљу на Светском првенству 2014. У дресу репрезентације је наступао и на Олимпијским играма 2016. као и на Европском првенству 2017. године. Због повреде је пропустио Светско првенство 2019. у Кини.

## Успеси

### Клупски
- Анадолу Ефес:
  - Куп Турске (1): 2015.
  - Суперкуп Турске (1): 2015.

- Барселона:
  - Куп Шпаније (2): 2018, 2019.

- Реал Мадрид:
  - Првенство Шпаније (1): 2021/22.
  - Суперкуп Шпаније (1): 2021.

### Репрезентативни
- Европско првенство до 20 година: 
  -  2009.
- Европско првенство: 
  -  2013.
  -  2022.
- Светско првенство: 
  -  2014.
- Олимпијске игре: 
  -  2020.

### Појединачни
- Најкориснији играч Купа Шпаније (2): 2018, 2019.
- Најкориснији играч финала Купа Турске (1): 2015.
- Најбољи млади играч Првенства Француске (1): 2008/09.